# De Tomaso P72
 (juillet 2023).
Si vous disposez d'ouvrages ou d'articles de référence ou si vous connaissez des sites web de qualité traitant du thème abordé ici, merci de compléter l'article en donnant les références utiles à sa vérifiabilité et en les liant à la section « Notes et références ».
La P72 est une supercar produite par le constructeur automobile De Tomaso, présentée en juillet 2019 au festival de vitesse de Goodwood, à l'occasion des 60 ans du constructeur.

## Historique
Le constructeur De Tomaso a fait faillite en 2004 et a disparu en 2012 mais l'entreprise a été reprise en avril 2015 par le consortium de constructeurs automobiles chinois Consolidated Ideal TeamVenture présidé par le hongkongais Norman Choi, propriétaire aussi du constructeur Apollo Automobil (ex-Gumpert).

## Présentation

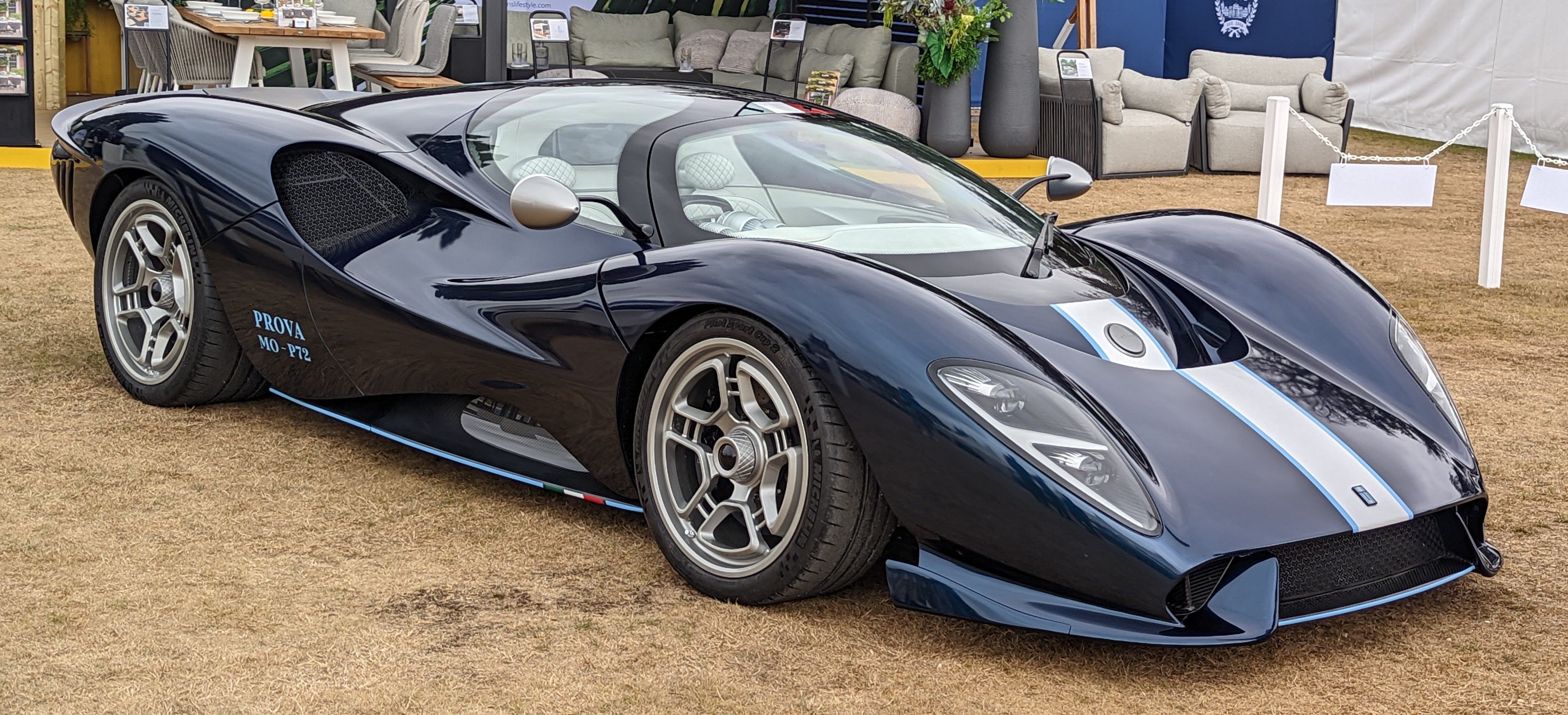
De Tomaso P72.

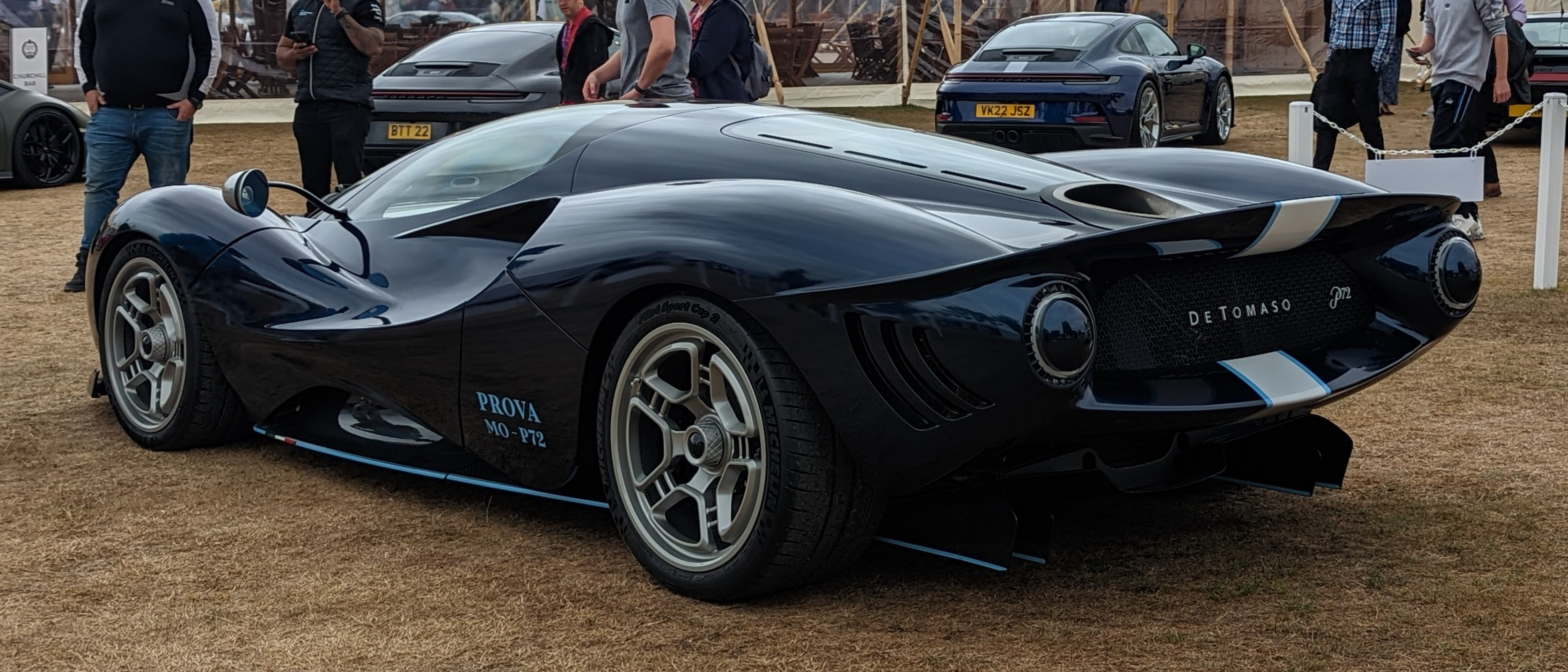
De Tomaso P72.

La P72 est dévoilée au Festival de vitesse de Goodwood le 5 juillet 2019 et célèbre le soixantenaire du constructeur fondé en 1959 par Alejandro de Tomaso à Modène.
Elle est produite en série limitée à 72 exemplaires au tarif de 750 000 €. Sa production a débuté depuis le début d'année 2024.

## Caractéristiques

### Châssis
La De Tomaso P72 est basée sur le même châssis monocoque en carbone que l'Apollo Intensa Emozione.

### Motorisation
La P72 est équipé d'un V8 à compresseur de 5 litres de cylindrée, d'origine Ford, et mis au point par le préparateur automobile américain Roush Performance. Il développe 700 ch pour 825 N m de couple.

## Filiation
La P900 est dérivée de la P72 réservée aux circuits, qui, pesant 900 kg et étant mue par un moteur de 900 ch, affiche un rapport poids-puissance de 1.